# (29379) 1996 HX12
A (29379) 1996 HX12 a Naprendszer kisbolygóövében található aszteroida. Eric Walter Elst fedezte fel 1996. április 17-én.